# Karl von Stedman
Karl Johann Wilhelm von Barton, genannt von Stedman (* 12. Juli 1804 in Den Haag; † 13. Juni 1882 in Besselich bei Vallendar) war ein deutscher Gutsbesitzer und liberaler Politiker.

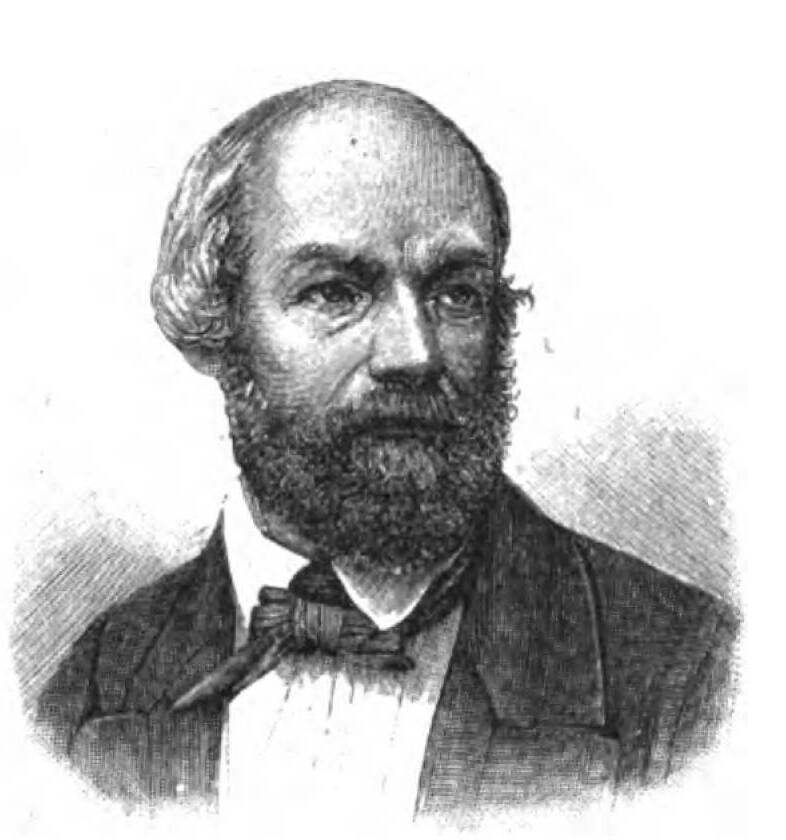
K. v. Stedmann. Nach der Lithographie von Ph. Winterwerb, Wie das erste Deutsche Parlament entstand. IV. Das Vorparlament, Die Gartenlaube, 1898, S. 207.

## Leben
Stedman war der Sohn des niederländischen Generalleutnants Jan Andries (Jean André) Barton aus dem alten schottischen Adelsgeschlecht Barton und dessen Ehefrau Nicole Gertrude van der Poll. Stedman, der evangelischer Konfession war, heiratete am 5. Juni 1832 in Monheim bei Opladen die katholische Maria Agnes Roth (* 18. Oktober 1808 in Monheim; † 22. Dezember 1883 in Besselich), die Tochter des Landwirts Franz Firmenich. Die preußische Adelsanerkennung durch Heroldsamtreskript datiert vom 24. Februar 1858. Die preußische Namens- und Wappenvereinigung als „von Barton, gen. von Stedman“ datiert vom 22. September 1862.
Stedman besuchte 1813 bis 1814 die Militärakademie in Turin und 1816 das Gymnasium in Düsseldorf. Danach studierte er 1821 bis 1826 Rechtswissenschaften in Lüttich, Löwen und Bonn. 1825 wurde er in Löwen zum Dr. jur. promoviert. 1827 war er Advokat in Brüssel und 1827 bis 1828 Hilfsarbeiter im niederländischen Außenministerium in Den Haag. 1832 bis 1834 studierte er Kameralwissenschaften in Bonn. 1834 erwarb er das Gut Besselich und lebte als Herr auf Besselich.

## Politik
Stedman war Kreisdeputierter in Koblenz. Von 1835 bis 1848 gehörte er dem Rheinischen Provinziallandtag für den 4. Stand im Wahlkreis Regierungsbezirk Koblenz an. 1847 war er für die Rheinprovinz Mitglied im Vereinigten Landtag. Er vertrat liberale Positionen. In der Märzrevolution war er ein führender Vertreter des rheinischen Liberalismus. Er nahm an der Heidelberger Versammlung der 51 und dem Frankfurter Vorparlament teil und war sowohl Mitglied im Siebenerausschuss als auch im Fünfzigerausschuss. Vom 18. Mai 1848 bis zum 20. Mai 1849 war er Abgeordneter der Frankfurter Nationalversammlung und danach im Gothaer Nachparlament. Vom 20. September 1848 bis zum 10. April 1849 war er während der Schleswig-Holsteinischen Erhebung Reichskommissar für Schleswig-Holstein und Lauenburg. 1850 gehörte er dem Volkshaus des Erfurter Unionsparlaments an. Daneben war er Autor wissenschaftlicher und politischer Schriften.